# Widłaki

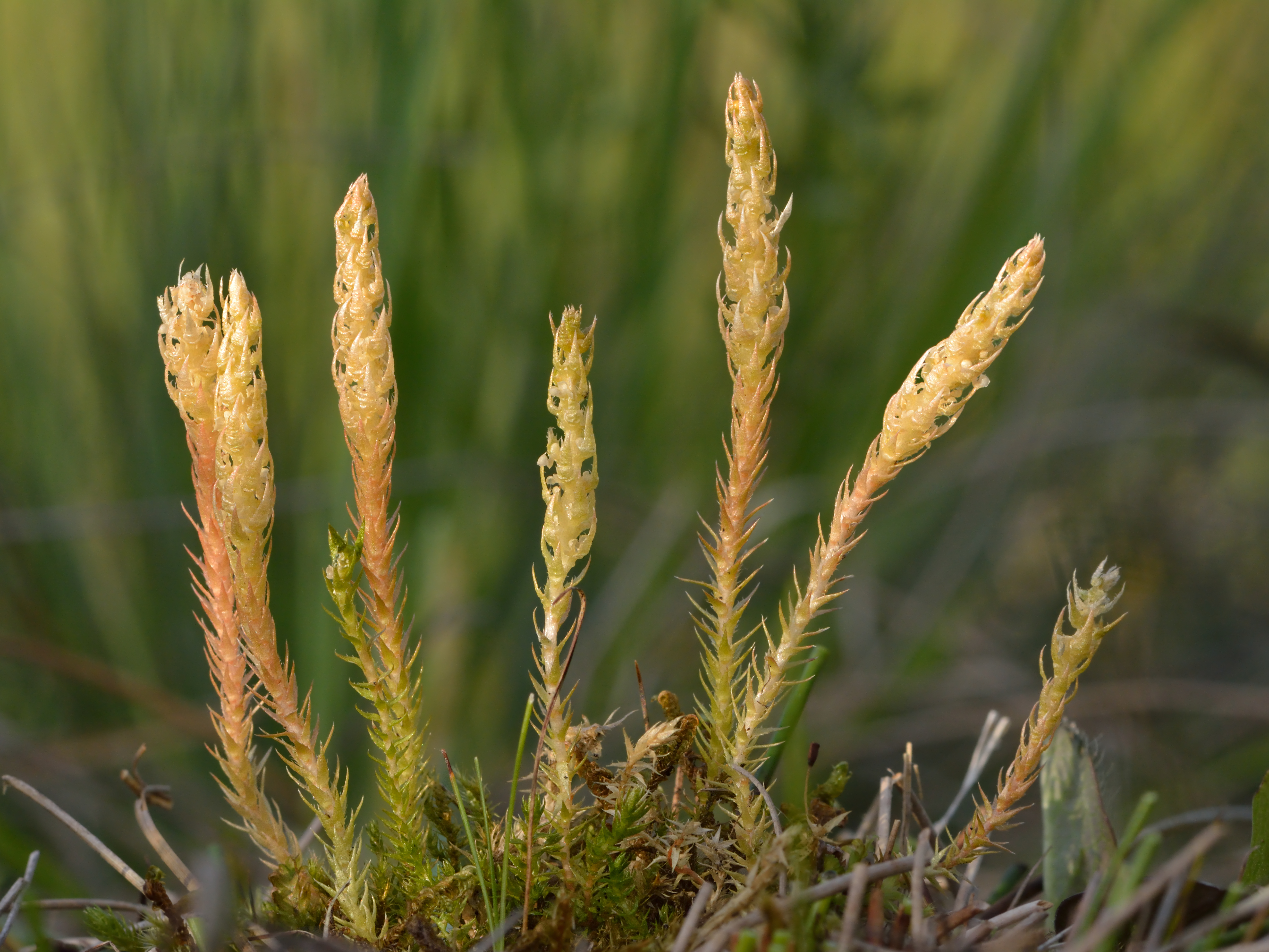
Widliczka ostrozębna

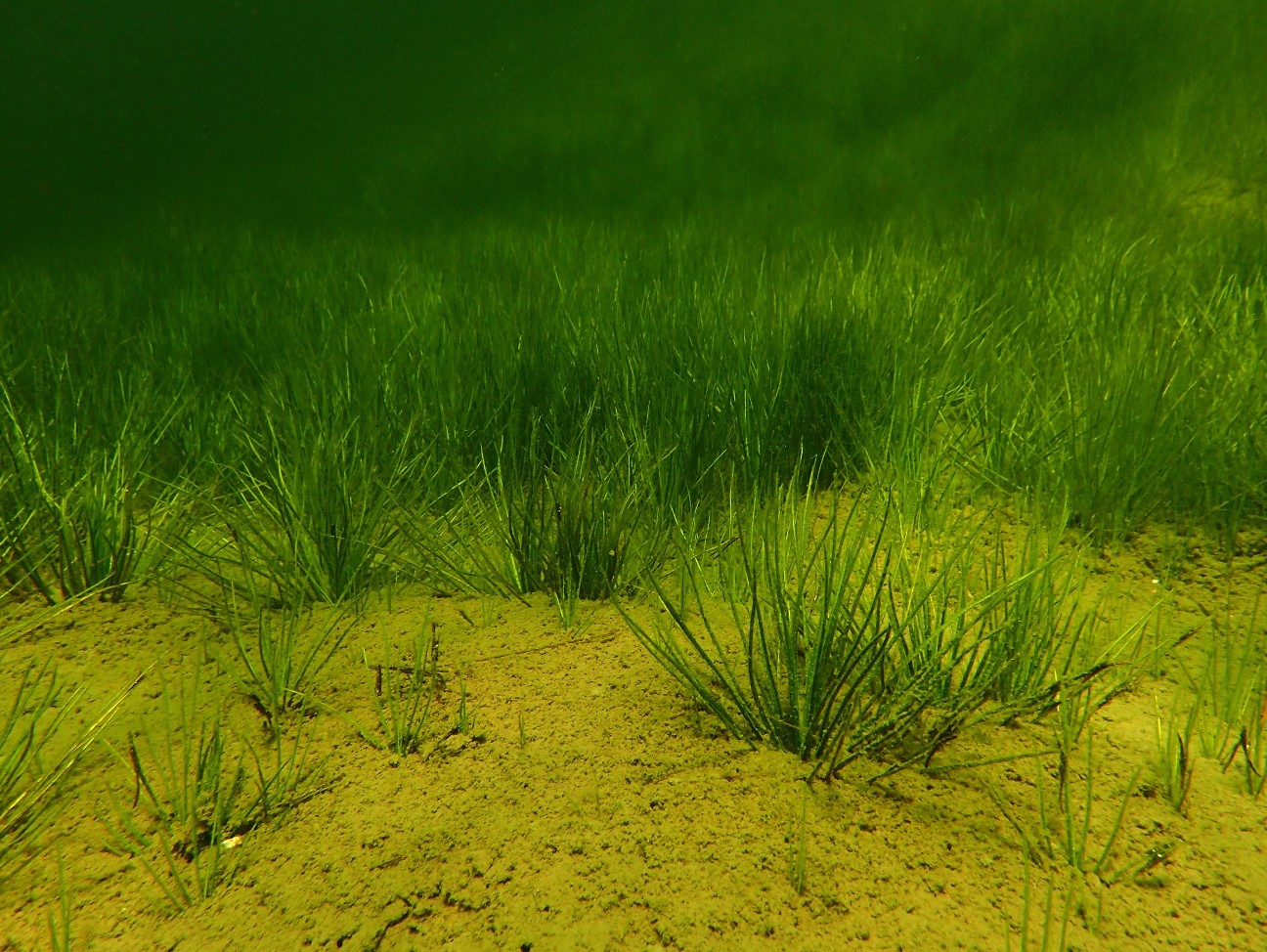
Poryblin jeziorny

Widłaki, lykopodiofity, widłakowe (Lycopodiophyta lub Lycopodiopsida) – w zależności od systemu klasyfikacyjnego gromada lub klasa roślin naczyniowych licząca współcześnie około 1100–1200 gatunków. Współcześnie są to niepozorne rośliny zielne, ale w przeszłości była to zróżnicowana grupa z przedstawicielami drzewiastymi osiągającymi 30 m wysokości i 2 m średnicy pnia. Widłaki cechują się następującymi apomorfiami: korzenie rozgałęziają się dychotomicznie i tylko na szczycie (brak korzeni bocznych), wykształceniem liści (mikrofili) na pędach sporofitu, umieszczeniem zarodni produkujących mejospory na górnej stronie liści lub też w kącie tych liści.

## Morfologia
PokrójWspółczesne widłaki są niepozornymi, zimozielonymi roślinami zielnymi. W przeszłości były wśród nich potężne rośliny, np. lepidodendrony osiągające 30 m wysokości. Widłaki mają widlasto rozgałęzione pędy pokryte drobnymi listkami i korzenie, które rozgałęziają się dychotomicznie i nie tworzą korzeni bocznych.
LiścieLiście widłaków, nazywane mikrofilami, są prawdopodobnie tworem filogenetycznie niezależnym od liści innych roślin naczyniowych. Brak luk liściowych w walcu osiowym przemawia za tym, że są to wyrostki łodygi zaopatrywane przez wyrosty protosteli. W liściach tych znajduje się tylko jedna, nierozgałęziona wiązka przewodząca.

## Pochodzenie i systematyka
Widłaki stanowią najstarszą przetrwałą linię rozwojową roślin naczyniowych. Wyodrębniły się ok. 400 milionów lat temu, we wczesnym dewonie lub może nawet w sylurze, po oddzieleniu się linii rozwojowej ryniofitów Rhyniophyta, gdy niezróżnicowane jeszcze były rośliny nasienne i paprotniki – stanowią zatem klad siostrzany w stosunku do paprotników i roślin nasiennych (Euphyllophyta). Ponad 300 milionów lat temu widłaki dominowały na Ziemi. Widłakowe w erze paleozoicznej wykształciły rozmaitość form, w tym o wielometrowych rozmiarach. W końcu pensylwanu nastąpiło wymieranie widłaków.
Najstarszą grupą wśród szeroko ujmowanych widłaków są prawdopodobnie parafiletyczne zosterofilofity Zosterophyllopsida – rośliny pozbawione liści (mikrofili), ale z bocznie położonymi jak u innych widłaków zarodniami, które wyewoluowały w sylurze i znane są z dewonu, najwyraźniej wymierając z jego końcem tj. przed ponad 360 milionami lat. Kolejną grupą kopalną także powstałą jeszcze w sylurze i wymarłą w dewonie były prawidłakowce Drepanophyllales. W dewonie różnicowały się kolejne rzędy widłaków: pralepidodendronowce Protolepidodendronales, widłakowce Lycopodiales, widliczkowce Selaginellales i poryblinowce Isoetales. Przedstawiciele trzech ostatnich z wymienionych rzędów przetrwali do czasów współczesnych.
Pozycja i podział współczesnych widłaków według Ruggiero i in. (2015) oraz PPG I (2016)
Królestwo rośliny (Plantae), podkrólestwo Viridiplantae, infrakrólestwo Streptophyta, gromada Tracheophyta
- podgromada: Lycopodiophytina
  - klasa: Lycopodiopsida Bartl., Ord. Nat. Pl.: 14, 19. Sep 1830
    - rząd: widłakowce Lycopodiales
    - rząd: widliczkowce Selaginellales
    - rząd: poryblinowce, porybliny Isoetales

Pozycja i podział współczesnych widłaków według Pryer i in. (2004)
Królestwo rośliny Plantae, gromada widłaki Lycopodiophyta D.H. Scott, Stud. Foss. Pl., ed. 2: 616, 617. Mai 1909:
- klasa: widłaki jednakozarodnikowe, widłaki właściwe, widłakowe właściwe Lycopodiopsida Bartl., Lycopsida
  - rząd: widłakowce Lycopodiales Dumort.
- klasa: widłaki różnozarodnikowe Isoëtopsida J.H. Schaffn.
  - rząd: widliczkowce Selaginellales Prantl
  - rząd: poryblinowce, porybliny Isoetales Prantl

## Ochrona
W Polsce ochroną gatunkową objęte są wszystkie gatunki: widłaki z rodziny widłakowatych (Lycopodiaceae), z rodzaju widliczka (Selaginella), a także poryblin kolczasty (Isoëtes echinospora) i poryblin jeziorny (Isoëtes lacustris).